# 奇幻熊
奇幻熊Fancy Bear （也被稱為APT28 （由美國麥迪安網路安全公司命名）、 Pawn Storm 、 Sofacy Group 、 Sednit 、 Tsar Team 或STRONTIUM （由Microsoft命名））  是一个俄羅斯網路間諜組織。防火牆公司CrowdStrike表示，此組織與俄羅斯軍事組織GRU存在一定程度關聯。  英國外交聯邦發展事務所以及網路安全公司SecureWorks 、  ThreatConnect 、 和Mandiant 、 也表示此組織很可能是由俄羅斯政府扶持並運作。 2018 年，美國特別顧問的報告，奇幻熊 被認定為是GRU 26165 部隊的分支。  根據此報告，奇幻熊 總部和GRU 26165 部隊主要從事網路攻擊和駭客數據解密等工作。 
2023 年 7 月 24 日，奇幻熊總部成為烏克蘭無人機攻擊的目標，總部其中一棟大樓在爆炸式攻擊後倒塌。 
奇幻熊被資安公司 FireEye 歸類為高級持續性威脅。 除此之外，它還利用零日攻擊、釣魚網站和惡意軟體来危害網路安全。此組織間接促進俄羅斯政府的利益，並因駭客攻擊美國民主黨全國委員會電子郵件以試圖影響美國 2016 年總統大選的結果而聞名。
“奇幻熊”這個名字來自美國資安研究員Dmitri Alperovitch命名。 
奇幻熊可能自 2000 年代中期開始運作。該組織的主要目標是政府、軍隊和資安公司，特别是外高加索地區和北約聯盟國家。 奇幻熊 被認為對德國議會、挪威議會、法國電視台TV5Monde 、白宫、北約、美國民主黨、歐洲安全與合作組織以及法國總統候選人Emmanuel Macron發起網路攻擊。 